# Menáhem
Menáhem király az Izraeli Királyság uralkodója volt a Kr. e. 8. század közepén.
Sallum király hadvezére volt, majd összeesküvést szőtt ellene és megölette. Menáhem uralkodása idején az asszírok betörtek az országba és fogságba vitték a nép egy részét. Ezután nagy összegű hadisarcot kellett fizetnie nekik. 

## Fordítás
Ez a szócikk részben vagy egészben  a   Menahem című angol Wikipédia-szócikk fordításán alapul.  Az eredeti cikk szerkesztőit annak laptörténete sorolja fel. Ez a jelzés csupán a megfogalmazás eredetét és a szerzői jogokat jelzi, nem szolgál a cikkben szereplő információk forrásmegjelöléseként.